# Xenobates
Xenobates is een geslacht van wantsen uit de familie beeklopers (Veliidae). Het geslacht werd voor het eerst wetenschappelijk beschreven door Esaki in 1927.

## Soorten
Het genus bevat de volgende soorten:

- Xenobates angulana (Polhemus, 1982)
- Xenobates angulanus (J. Polhemus, 1982)
- Xenobates argentatus Andersen, 2000
- Xenobates caudatus Andersen & Weir, 1999
- Xenobates chinai Andersen & Weir, 1999
- Xenobates kanakopi J. Polhemus & D. Polhemus, 2006
- Xenobates lansburyi Andersen & Weir, 1999
- Xenobates loyaltiensis (China, 1957)
- Xenobates maculatus Andersen, 2000
- Xenobates major Andersen & Weir, 1999
- Xenobates mandai Andersen, 2000
- Xenobates mangrove Andersen & Weir, 1999
- Xenobates murphyi Andersen, 2000
- Xenobates myorensis (Lansbury, 1989)
- Xenobates oculatus (Lansbury, 1989)
- Xenobates ovatus Andersen & Weir, 1999
- Xenobates pictus Andersen, 2000
- Xenobates pilosellus Lansbury, 1996
- Xenobates seminulum (Esaki, 1926)
- Xenobates singaporensis Andersen, 2000
- Xenobates solomonensis Lansbury, 1989
- Xenobates spinoides Andersen & Weir, 1999